# 1868 у літературі

## Події
- Вілкі Коллінз почав серіалізацію роману «Місячний камінь».
- Луїза Мей Олкотт опублікувала першу частину роману «Маленькі жінки».

## Твори
- «Діти капітана Гранта» — роман Жюля Верна.
- «Ідіот» — роман Федора Достоєвського.

## Народились
- 19 січня — Густав Майрінк (нім. Gustav Meyrink), австрійський письменник (помер у 1932).
- 28 березня — Максим Горький, російський письменник (помер у 1936).
- 1 квітня — Едмон Ростан (фр. Edmond Eugène Alexis Rostand), французький поет і драматург (помер у 1918).
- 28 грудня — Букура Думбрава, румунська романістка, пропагандистка культури, мандрівниця і теософ.

## Померли
- 20 грудня — Кукольник Нестор Васильович, російський письменник, поет, драматург (народився в 1809).